# Klein-csoport
A csoportelméletben Klein-csoportnak nevezzük azt a négyelemű csoportot, amely a kételemű csoport önmagával vett Z2 × Z2 direkt szorzataként áll elő. A Klein-csoport egyben a negyedrendű (négyelemű) diédercsoport (D2). A csoport Felix Kleinről kapta a nevét, aki maga az Előadások az ikozaéderről és az ötödfokú egyenletek megoldásáról (németül Vorlesungen über das Ikosaeder und die Auflösung der Gleichungen vom fünften Grade) című könyvében a német Vierergruppe (négyes csoport) elnevezést használta. Ennek nyomán a Klein-csoport jele hagyományosan V.

## Szorzótáblája
Ha V két tetszőleges, az „e” egységelemtől különböző elemét „a”-val illetve „b”-vel jelöljük, akkor a csoport négy eleme: {e, a, b, ab}. Az elemek az alábbi művelettábla szerint szorzódnak egymással:
| {\displaystyle \circ } | e  | a  | b  | ab |
| ---------------------- | -- | -- | -- | -- |
| e                      | e  | a  | b  | ab |
| a                      | a  | e  | ab | b  |
| b                      | b  | ab | e  | a  |
| ab                     | ab | b  | a  | e  |

## Definíciós lehetőségek, reprezentációk

### A Klein-csoport mint diédercsoport
Ha veszünk két, egymástól nem feltétlenül, de az egységelemtől különböző elemet, akkor ezek szorzata mindig az egységelem, ha a két elem egyforma, és mindig a harmadik elem, ha a két elem különböző. Emiatt a csoport kommutatív. D1, valamint a D2 Klein-csoport mellett nincs más kommutatív diédercsoport.
Ha az a elemet f-fel („forgatás”), a b elemet t-vel jelöljük („tükrözés”), ahogyan az a diédercsoportoknál kézenfekvő, akkor látható a tábla alapján, hogy a négy elemre {e, f, t, ft} teljesül: tf = (tf)−1 = f−1t−1 = f−1t, vagyis tf = f−1t, ami a diédercsoportok „karakterisztikus” azonossága. Azonban a Klein-csoport azért is elfajult eset, mivel a többi diédercsoporttól eltérően nem értelmezhető szabályos sokszög szimmetriacsoportjaként (de másféle sokszög, pl. téglalap szimmetriacsoportjaként igen).

### A Klein-csoport mint a nem-ciklikus negyedrendű csoport
A véges Abel-csoportok alaptétele következménye, hogy bármely p prímszámra csak kétféle p2 rendű csoport létezik: az egyik (a) ciklikus, a másik pedig (a) két p-rendű ciklikus csoport direkt szorzata. Ezt p=2-re alkalmazva, adódik, hogy csak kétféle negyedrendű csoport van, az egyik a negyedrendű ciklikus csoport, míg a másik pontosan a Klein-csoport, amely tehát egyike a két négyelemű csoportnak.
A Klein-csoport minden 1-től különböző eleme másodrendű, és így nem izomorf Z4-gyel, amely tartalmaz két negyedrendű elemet. Ha egy negyedrendű csoport két eleme is másodrendű, akkor – amint az nagyon elemi módon igazolható – a harmadik egységelemtől különböző eleme is másodrendű, és a csoport pontosan a Klein-csoport. V Abel-féle. A Klein-csoportot két eleme generálja. Ez a legkisebb nem ciklikus csoport.

### A Klein-csoport mint szimmetriacsoport
A Klein-csoport szimmetriacsoportja az olyan téglalapnak, ami nem négyzet. (A négyzet szimmetriacsoportja a D4 diédercsoport.) Ebben a reprezentációban a csoport négy eleme az identikus leképezés, a hosszabbik oldallal párhuzamos tengelyre való tükrözés, a rövidebbik oldallal párhuzamos tengelyre való tükrözés, valamint az utóbbi kettő szorzata, a tengelyek metszéspontjára való középpontos tükrözés.
A Klein-csoport permutációcsoportja az olyan rombusznak is, ami nem négyzet. A csoport elemei az identitás, a hosszabb átlóra való tükrözés, a rövidebb átlóra való tükrözés és a középpontos tükrözés.
A 2n-elemű Dn diédercsoportok szokványos geometriai reprezentációja, az euklideszi sík szabályos n-szögeinek szimmetriacsoportjaként nem működik a D2 Klein-csoport esetében, mivel ez esetben egy szakasz szimmetriáiról lenne szó (ám ez egy kételemű csoport, nem pedig négyelemű).
Ugyanakkor mégiscsak adható geometriai reprezentáció. Például legyen egy négyzet négy csúcsa pozitív körüljárási irányban rendre A, B, C, D, és színezzük az A, C csúcsot egy színűre, valamint a B, D csúcsot is más színnel szintén egy színűre. Legyen t az AB felezőmerőlegesére való tengelyes tükrözés, és f a négyzet szimmetriaközéppontja körüli pozitív szögű forgatás 90°-kal. Ha a négyzet azon szimmetriáit tekintjük, melyek azt önmagába viszik, és ráadásul azonos színű csúcsot azonos színű csúcsba is visznek, akkor a D4 = {e, f, ff, fff, t, tf, tff, tfff} diédercsoportból négy megfelelő transzformáció adódik: V = {e, ff, tf, tfff}. Igazolható, hogy V részcsoportja D4-nek, vagyis maga is csoport, továbbá – mivel bármely egységtől különböző eleme másodrendű – izomorf a Klein-csoporttal.

### A Klein-csoport mint permutációcsoport

A Klein-csoport hatása a téglalap csúcsain, avagy a Klein-csoport, mint a két transzpozíció szorzataként előálló permutációk csoportja

A Klein-csoport hatása a rombusz csúcsain, avagy egy másik reprezentáció a Klein-csoportra

A Klein-csoport az alábbi négy negyedrendű permutációcsoportja: (1234), (2143), (3412), (4321). Az illető permutációk diszjunkt ciklusos felírását használva, a csoport elemei (1234), (12)(34), (13)(24) és (14)(23).
A hatás egy {\displaystyle G\times X\to X\,} kétváltozós függvény,
amire teljesülnek ezek a tulajdonságok:
1. {\displaystyle (gh)\cdot x=g\cdot (h\cdot x)} minden g, h G-beli és minden x X-beli elemre;
2. {\displaystyle e\cdot x=x}, ahol e a csoport egységeleme

A Klein-csoport permutálja a téglalap vagy a rombusz csúcsait. Ezek hatások. Ezek a hatások a Klein-csoporttal izomorf permutációcsoportokat adnak.

### Gyűrűelmélet
A Klein-csoport a tizenegy négyelemű gyűrű közül nyolcnak az additív csoportja.